# Aergia
Aergia (in greco: Ἀεργία, "inattività") è una dea della mitologia greca, una personificazione di indolenza e pigrizia. Aergia è la traduzione della versione latina Socordia (in latino: "ottusità"), o Ignavia. In particolare, il suo nome venne tradotto in greco perché Igino, mitografo e bibliotecario romano del II secolo a.C., la menzionò basandosi da una fonte greca; rendendola, di fatto, una divinità sia greca che latina.

## Famiglia
Secondo Igino, Aergia è la figlia delle divinità primordiali Etere e Gea, sorella di: Dolore (Dolor), Inganno (Dolus), Ira, Lutto (Luctus), Menzogna (Mendacium), Giuramento (Iusiurandum), Vendetta (Ultio), Intemperanza (Intemperantia), Disputa (Altercatio), Dimenticanza (Obliuio), Ottusità (Socordia), Paura (Timor), Superbia, Incesto (Incestum), Battaglia (Pugna), Oceano (Oceanus), Temi, Tartaro (Tartarus), Ponto (Pontus), i Titani (Titanes) e le tre Furie (Furiae).

## Mitologia
Secondo Publio Papinio Stazio, nella sua opera Tebaide, Aergia era una "languida" guardia della corte di Ipno nell'Oltretomba.
[...] All’ozïoso Sonno
ivi la reggia ed il sicuro albergo
130diè la stanca natura; in su le soglie
stan la Quïete opaca, e il lento Oblio,
e la languida Ignavia e non mai desta:
gli Ozi e i Silenzi senza batter penne
siedon muti nell’atrio, e lungi scacciano
135i rumorosi Venti, e foglia in ramo

non lascian che si scuota o che augel canti.